# Małe Uhrocie Kasprowe
Małe Uhrocie Kasprowe (1750 m n.p.m.) – niewielka kopka wznosząca się w grani Uhrocia Kasprowego w polskich Tatrach Zachodnich. Znajduje się w tej grani pomiędzy przełęczą Mechy (1662 m) oddzielającą ją od Kopy Magury a płytką przełączką Niżnie Kasprowe Siodło oddzielającą od kulminacji Uhrocia Kasprowego. Na południową stronę Małe Uhrocie Kasprowe opada równym, jednostajnie nachylonym stokiem do Doliny Gąsienicowej. Stok ten jest całkowicie zarośnięty kosodrzewiną. W północno-zachodnim kierunku opada do Doliny Kasprowej płytka i dość długa grzęda oddzielająca dolinę Stare Szałasiska od jej odnogi – Zielonego Koryciska. Górna część tej grzędy jest kosodrzewinowo-piarżysta.